# Flak 18/36/37/43
Os FlaK 18, 36, 37 e 43 foram uma série de canhões antiaéreos de 37 mm, produzidos na Alemanha Nazi, que prestaram serviço em todas as frentes alemãs durante a Segunda Guerra Mundial. Os canhões eram totalmente automáticos e muito eficazes contra aeronaves a altitudes de 4200 metros. Construído com um mecanismo com uma flexibilidade que outras artilharias antiaéreas não tinham, os alemães também fizeram uso destes canhões para prestar apoio a forças terrestres.
Com o cessar das hostilidades, a produção destes canhões antiaéreos terminou, sendo relegada para peças de museu e sucatas com o passar do tempo.